# Дарсе, Жан
Жан Дарсе́ (фр. Jean d'Arcet) или д’Арсе — французский ученый-химик, всю свою жизнь посвятивший преподаванию, науке и развитию национальной промышленности в самый  критический момент Великой французской революции. Его известная работа о поведении минералов при высоких температурах привела к улучшению классификации минералов и открытию способа изготовления твёрдого фарфора из местного французского сырья, который сделал Францию независимой от внешних источников и трансформировал Севр во всемирно известный центр керамической промышленности. 
Дарсе сделал множество весьма важных для промышленности открытий; так, он усовершенствовал способ приготовления пороха, указал дешевые технические способы получения разных солей, ввел улучшения в составление бронзовых сплавов. Он открыл сплав (сплав Дарсе), который нашёл применение в промышленности и используется даже в наше время. Он получил премию за решение вопроса о предохранении золотильщиков от испарений ртути. Им указан также метод разделения золота и серебра посредством кипящей серной кислоты. Дарсе был членом Академии наук, директором монетного пробирного отделения. Большая часть его работ помещена в «Annales de chimie et de physique».

## Ранние годы
Жан Дарсе родился 7 сентября 1724 года в Одиньёне, вблизи Доази, Новая-Аквитания, ныне департамент Ланди, Франция. Сын Маргариты Одиньён и Франсуа Дарсе. Его отец был судьей в Доази и известен по всей Гаскони. Мать Дарсе умерла в 1728 году и его отец женился На Жанне д'Арбин. В возрасте 12 лет Жан поступил в католическую школу, где впервые показал интерес к наукам, а после окончания в 1740 году решил изучать медицину на медицинском факультете в Бордо, против пожеланий своего отца. Отец хотел чтобы он изучить право и делал карьеру в судебной системе. В результате, отец лишил его наследства. Для того чтобы выжить в Бордо Жан начал давать уроки латинского и греческого детям буржуазии. В конце концов, один из его молодых друзей, Огюстен Ру, будущий известный врач, порекомендовал его Шарлю Монтескье. Таким образом в 1742 году в возрасте 18 лет он стал тютором одного из сыновей Монтескье, Жан-Батиста. Работая в этом качестве, он помогал Монтескье собирать материалы для шедевра Монтескье «О духе законов» (фр. De l'esprit des lois).
В 1762 году Дарсе закончил своё медицинское образование и, хотя 18 ноября он был назначен на факультет медицины (фр. docteur-régent), он никогда не практиковал медицину. Его интерес к науке привел его к посещению курса химии самого известного фармацевта того времени Гийома Руэля. Влияние Руэля было настолько сильным, что он не только начал работать вместе с ним, но и посвятил остаток всей своей жизни изучению химии. Одним из главных факторов в назначении Дарсе в Колледж Франции в 1774 году было то, что среди всех кандидатов, он был единственным, кто сделал химию своим главным занятием.

## Научная деятельность
Коллеж де Франс
В декабре 1774 года Дарсе стал главой кафедры экспериментальной химии в Коллеж де Франс (фр. Collège de France). Его инаугурационная речь явилась символом успехов развития химии XVIII века, что было резким изменением в традициях Коллежа не только потому, что ему было разрешено прочитать  речь на французском языке вместо латинского, но и без традиционных для Коллежа одежд. Разрешение на чтение лекций на французском языке было еще одним из новшеств в общественных отношениях, что фактически показывало, что в латыни не хватало современных терминов, чтобы выразить надлежащим образом научные мысли. Сами же лекции Дарсе не были столь отличными от предыдущих научных лекций, читаемых в Коллеже; к тому же, он очень хорошо знал  латынь и греческий, как видно из его ранней деятельности в качестве наставника на обоих языках.
Создание кафедры экспериментальной химии в Коллеже сопровождалось обещаниями королевских министров Тюрго и Мальзерба в обеспечении помещений и оборудования для научно-исследовательской лаборатории. Эта оказалось не совсем так, помещения для лаборатории были предоставлены, но не средства для оборудования. Дарсе должен был поставить своё собственное оборудование, реактивы и топливо, за которые он заплатил из своей зарплаты (в это время 1 200 франков). Он был трудоголик, и это было делом его гордости - преподавать науку на самом передовом для того времени уровне. В 1778 году он заверил министерство, что его демонстрации и эксперименты были столь же полными, как если бы он давал частные платные лекции.
Курс химии Дарсе в Коллеже следовал более или менее построениям, заданным Руэлем, в которых химия объяснялась вдоль линий минералов, животного и растительного мира. Зал во время его лекций был всегда полон. Дарсе преподавал в Коллеже де Франс 27 лет; он стал известен как замечательный лектор - содержанием лекций, ясностью изложения и логикой рассуждений. Признание Академией (фр. Académie des sciences) пришло поздно для Дарсе. 4 апреля 1784 года в возрасте 59 лет, он был избран членом академии (фр. associé chimiste supernuméraire) взамен умершего Пьера Макера, и оставался членом до его упразднения в 1793 году. Национальный конвент 8 августа 1793 года вотировал упразднение академий, «как учреждений аристократического характера, позорящих науки и ученых». 25 октября 1795 года Директория, по предложению аббата Грегуара, учредила «на истинных началах республиканского равенства» Национальный Институт наук и искусств (фр. Institut national des sciences et des arts), на который возложена обязанность «собирать открытия и совершенствовать науки и искусства» и Дарсе стал одним из первых его членов.
Твёрдый фарфор
Постепенно изучение теоретической химии вело Дарсе к применению своих знаний на практике. Первая возможность появилась вместе с графом Бранка, занимавшимся предпринимательством и интересующимся химией. В то время все изделия из качественного фарфора импортировались из Китая и Японии; все усилия Франции по производству твёрдого фарфора (фр. porcelaine dure) на основе собственного сырья не удавались. После смерти герцога Орлеанского, его управляющий обратился к Бранка, утверждая, что в его лаборатории нашли способ изготовления твёрдого фарфора из сырья, найденного во Франции. Бранка чрезвычайно заинтересовался в этом и купил оставшиеся материалы и образцы. Затем он обратился к Руэлю, чтобы тот посоветовал ему химика для помощи в этом проекте. Руэль рекомендовал Дарсе. В 1768 году были открыты первые залежи каолинита в Сен-Ирье к югу от Лиможа. Дарсе изучил более чем 200 образцов почвы, минералы и оксиды металлов в каждом образце, пока в конце концов не обнаружил порядок изготовления твёрдого фарфора. Изменения, которые он сделал в составе смеси допускали изготовление и обжиг больших ваз как одно целое, что ранее не представлялось возможным. Ранее каждое изделие состояло из 5 или 6 отдельных фрагментов, связанных вместе для обжига. Покрытие из фарфора также было изменено и сделано более привлекательным; он разработал процесс фумигации, который впоследствии применялся в лакокрасочных печах, чтобы придать фарфору радужный и более красочный вид; он также разработал важные улучшения печей для обжига фарфора.
Минералогия и сплавы
После оккупации Ганновера во время Семилетней войны, Дарсе получил возможность в изучении местных медных и железных рудников, а также металлургической промышленности. Первой крупной работой Дарсе была длинная серия экспериментов по воздействию сильного тепла на полезные ископаемые. Он опубликовал на эту тему две важные работы в 1766 году и 1771 (Mémoires Sur lAction de Feu Dans un Grand Nombre de Terres). Результатом явился доклад, зачитанный в Академии, являвшийся расширением и улучшением работ Иоганна Потта, который в 1746 году обнаружил, что глинистые почвы и камни, хоть и не сплавляются при нагревании в одиночку, но сплавляются при нагревании в правильных пропорциях с известковыми почвами. Результаты Дарсе помогли прояснить представления о классификации минералов, они также привели к улучшению производства твердого фарфора во Франции. За этим последовали работы по воздействию тепла на алмазы и другие драгоценные камни, в которых он продемонстрировал полное сжигание алмаза при нагревании как и фундаментальные отличие алмазов от других драгоценных камней, таких как рубины и изумруды. 
Во время работ над сплавами Дарсе  в 1775 году разработал легкоплавкий сплав, состоящий из 3 частей олова, 8 частей — висмут, и 5 частей  из свинца, который переходит в жидкое состоянии при температуре кипения воды.  Сплав получил его имя (сплав Дарсе) и до сих пор применяется в производстве. Дальнейшая работа по сплавам в сотрудничестве с Бертраном Пеллетье, его помощником в Коллеж де Франс, позволила Дарсе разработать метод выделения меди из церковных колоколов и продемонстрировать этот метод для производства пушек.

## Революция и Консулат
В 1789 году во время выборов в Генеральные штаты, Дарсе был выборщиком от Парижа и участвовал в выборе делегатов от столицы. Также как выборщик являлся членом Постоянного комитета во время штурма Бастилии. Для решения тяжёлого финансового дефицита Учредительное собрание в 1789 постановило, что все церковное имущество должно быть предоставлено в распоряжение нации; как следствие этого большое количество колоколов оказалось на рынке и с ними большое количество меди, доступного в форме колокольного металла, сплава, содержащего от 20 до 25 % олова. Рассматривались возможности их использования: продать их как таковые, продать на отдельные компоненты или сплавить их с определённым количеством меди для того, чтобы они могли быть использованы для производства пушек, звонкой монеты или статуй. Дарсе в сотрудничестве с Пеллетье и Фуркруа сделали наиболее важные вклады в решение этой проблемы.
В результате, в 1793 году, когда срочно необходимо было большое количество меди для изготовления пушек, Комитет общественного спасения постановил уничтожение всех церковных колоколов. Инструкции, описывающие как методы Пеллетье и Фуркруа были опубликованы и рекомендованы в деталях и помогли обеспечить медь революционному правительству в самый критический момент отражения вторжения Первой коалиции. Во время пика якобинской диктатуры из-за его тесной связи с герцогом Орлеанским, финансировавшим часть его исследований и который был судим и обезглавлен 6 ноября 1793 года, Дарсе был внесён в список подозреваемых, что неминуемо вело к гильотине. Он был спасен вмешательством Антуана Фуркруа, который объяснил Робеспьеру истинную природу его отношения с герцогом и важность Дарсе для Франции и науки. После этого инцидента Дарсе скрывался некоторое время со своей семьей.
В конце 1800 года, во время Консулата, Бонапарт включил прославленного учёного в Сенат Франции. Дарсе стал одним из первых сенаторов и отдал весь свой интеллект и талант на пользу стране. В течение последних лет своей жизни Дарсе служил в правительственных комиссиях и комитетах и предоставил несколько отчётов для рассмотрении в Академии.
Дарсе умер 12 февраля 1801 года в возрасте семидесяти шести лет, вероятно, от подагры. Основатель сравнительной анатомии и палеонтологии Жорж Кювье произнёс прощальную речь во время похорон (фр. Éloge funèbre).

## Личная жизнь
Через год после смерти его друга и учителя Руэля, Дарсе  женился на дочери Руэля, Франсуазе Амели в 1771 году. Невесте тогда было 18 лет, она умерла в 1791 году в возрасте 38 лет. У них было четверо детей, два мальчика (один из них умер в младенчестве) и две девочки. Его сын, Жан-Пьер-Жозеф Дарсе тоже известный химик; подобно отцу, вместе с которым он работал первое время, обращал главное внимание на прикладную химию.

## Научные труды
- Darcet J.: Sur l’action d’un feu égal sur un grand nombre de terres, Paris, (1766-1771)
- Darcet J.: Expériences sur plusieurs diamants et pierres précieuses, Paris, (1772)
- Darcet J.: Discours en forme de dissertation sur l’état actuel des montagnes des Pyrénées... prononcé par M. d’Arcet pour son installation et l’inauguration de la chaire de chimie au Collège de France, le 11 décembre 1775, Paris, (1776)
- Darcet J.: Rapport sur l’électricité dans les maladies nerveuses (1783)
- Darcet J.: Mémoire sur la Calcination de la Pierre Calcaire et sur sa Vitrification, Paris, 1783.
- Darcet J.: Mémoire sur le Diamant et Quelques Autres Pierres Précieuses, Hist. Acad. Royale de Sciences, 1771.
- Darcet J.: Expériences sur lAlliage Fusible de Plomb, de Bismuth et dÉtain, Hist. Acad. Royale de Sciences, 1775.
- Darcet. J., Lelièvre C.H., Pelletier B.: Rapport sur la Fabrication des Savons, sur leurs Différentes Espècer, Suivant la Nature des Huiles et des Alkalis quon Employe Pour les Fabriquer; et sur les Moyens den Préparer Par-Tout, Avec les Diverses Matières Huileuses et Alkalines, Ann. Chim., 1797.
- Lelièvre C.H., Darcet J., Giroud A.: Rapport sur les Divers Moyens dExtraire Avec Avantage le Sel de Soude du Sel Marin, De lImprimerie du Comité de Salut Public, Paris, 1795. Published also in Ann. Chim., 19 (1797).
- Fourcroy A., Darcet J., Guyton de Morveau L.B.: Rapport Sur les Couleurs Pour la Porcelaine, De lImprimerie du Comité de Salut Public, Paris, 1779.
- Rouelle G.F., Darcet J:. Procés-verbal des Expériences Faites Dans le Laboratoire de M. Rouelle, Sur Plusieurs Diamans & Pierres, Paris, 1772.
- Rouelle G.F., Darcet J.: Expériences Nouvelles sur la Destruction du Diamant, Hist. Acad. Royale de Sciences,1773.
- Pelletier B., Darcet J.: Instruction sur lArt de Séparer le Cuivre du Métal des Cloches. Publié par Ordre du Comité de Salut Public, De lImprimerie du Comité de Salut Public, Paris, 1794.